# Культура Германии

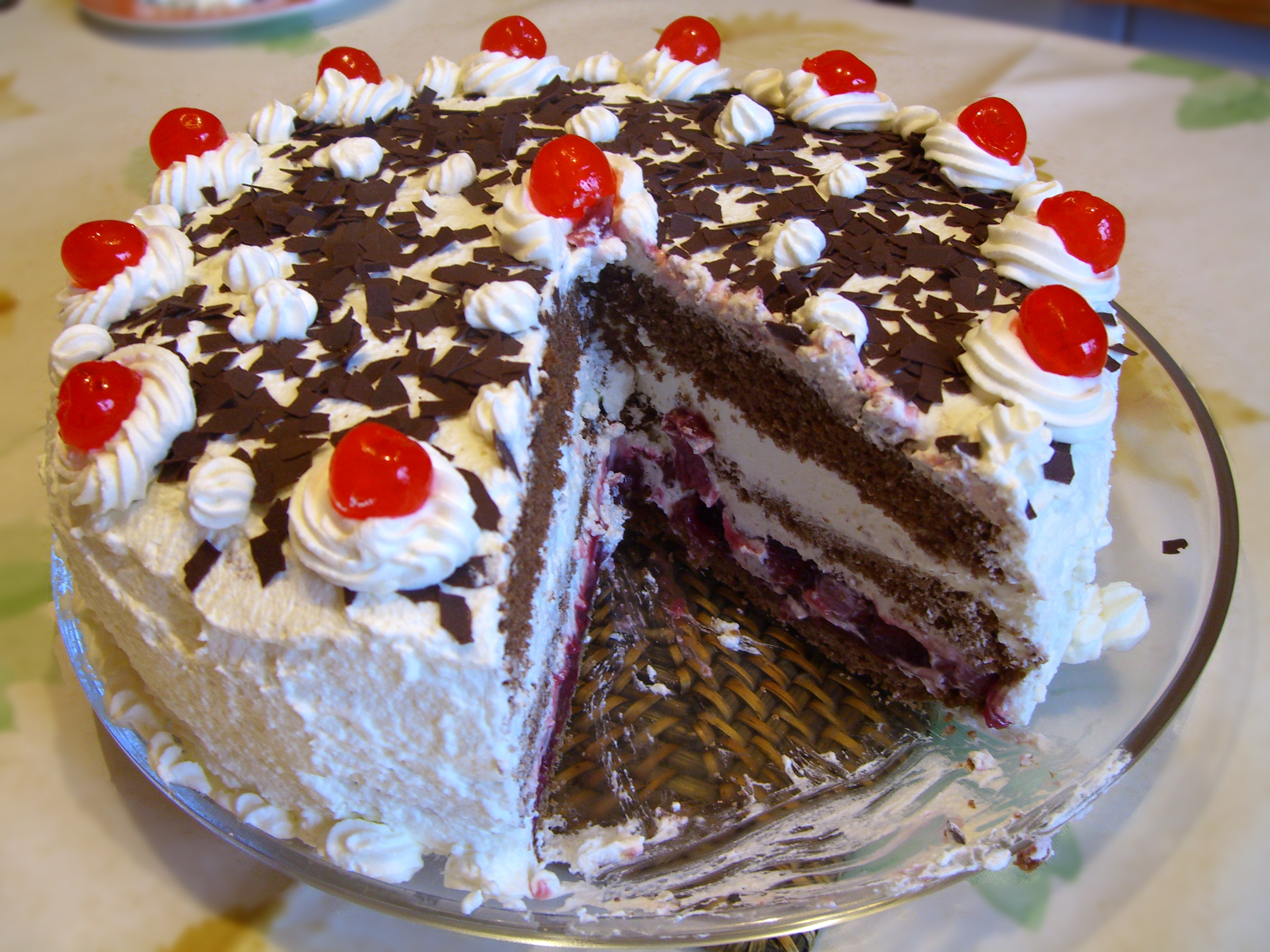
Шварцвальд (торт «Чёрный лес»)

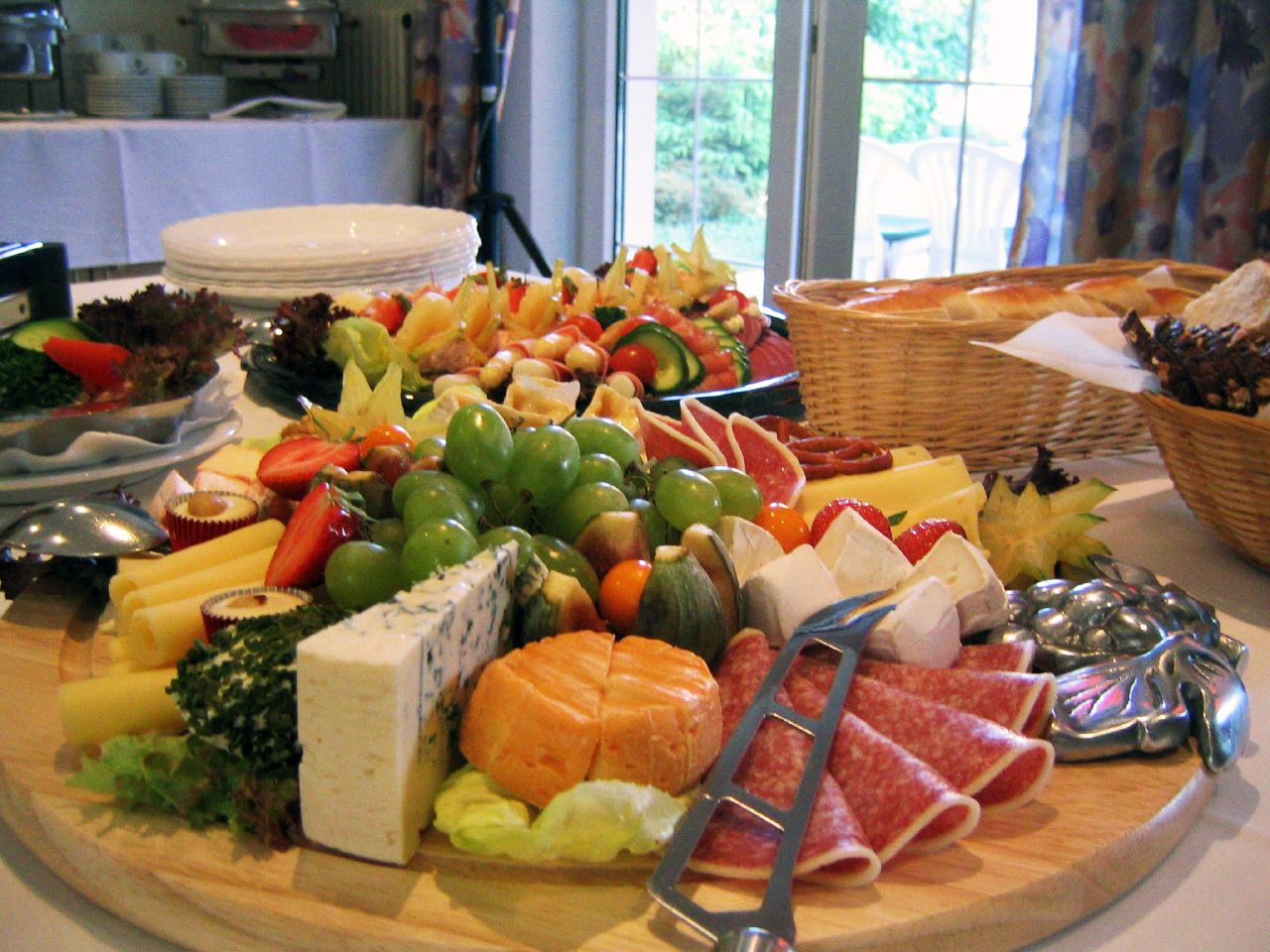
Типичный фуршет с сыром и мясным ассорти на частных торжествах

Культура Германии включает в себя культуру как современной Федеративной Республики Германия, так и регионов, составляющих современную Германию до её объединения: Пруссия, Бавария, Саксония и других. Более широкая трактовка «немецкой культуры» включает в себя также культуру Австрии, которая политически независима от Германии, но населена немцами и принадлежит к той же культуре. Немецкая (германская) культура известна с V века до нашей эры.
Германия — родина многих известных композиторов, писателей, поэтов, драматургов, философов и художников.

## История
Ключевую роль в немецкой культуре XIX века играла классическая филология.

## Фольклор
Народная культура германских народов известна с V века до нашей эры. Особенно богата Германо-скандинавская мифология и связанные с ней фольклорные произведения, такие как Песнь о Нибелунгах, Песнь о Хильдебранте, и другие.

## Литература

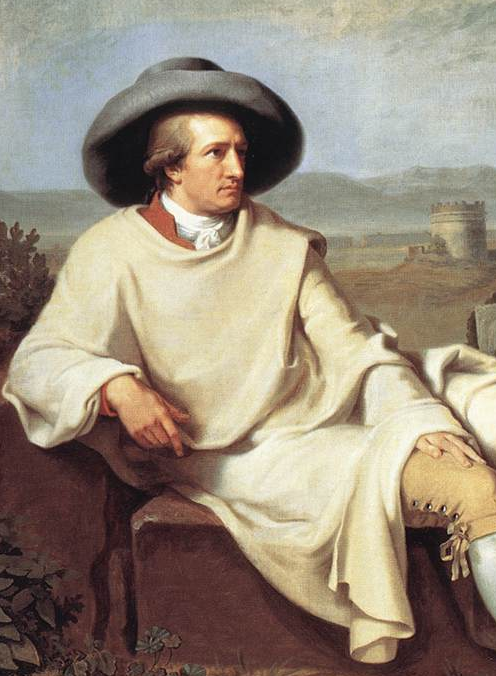
Иоганн Вольфганг фон Гёте

## Немецкая философия
Среди известных немецких философов — Ницше, Лейбниц, Кант, Гегель, Маркс, Шопенгауэр и Хайдеггер. Наиболее значимые философские течения — как немецкий идеализм, так и основанный Карлом Марксом и Фридрихом Энгельсом марксизм — происходили от немецких философов. В XX веке была распространена критическая теория так называемой франкфуртской школы Теодора Адорно и Макса Хоркхаймера.

## Музыка

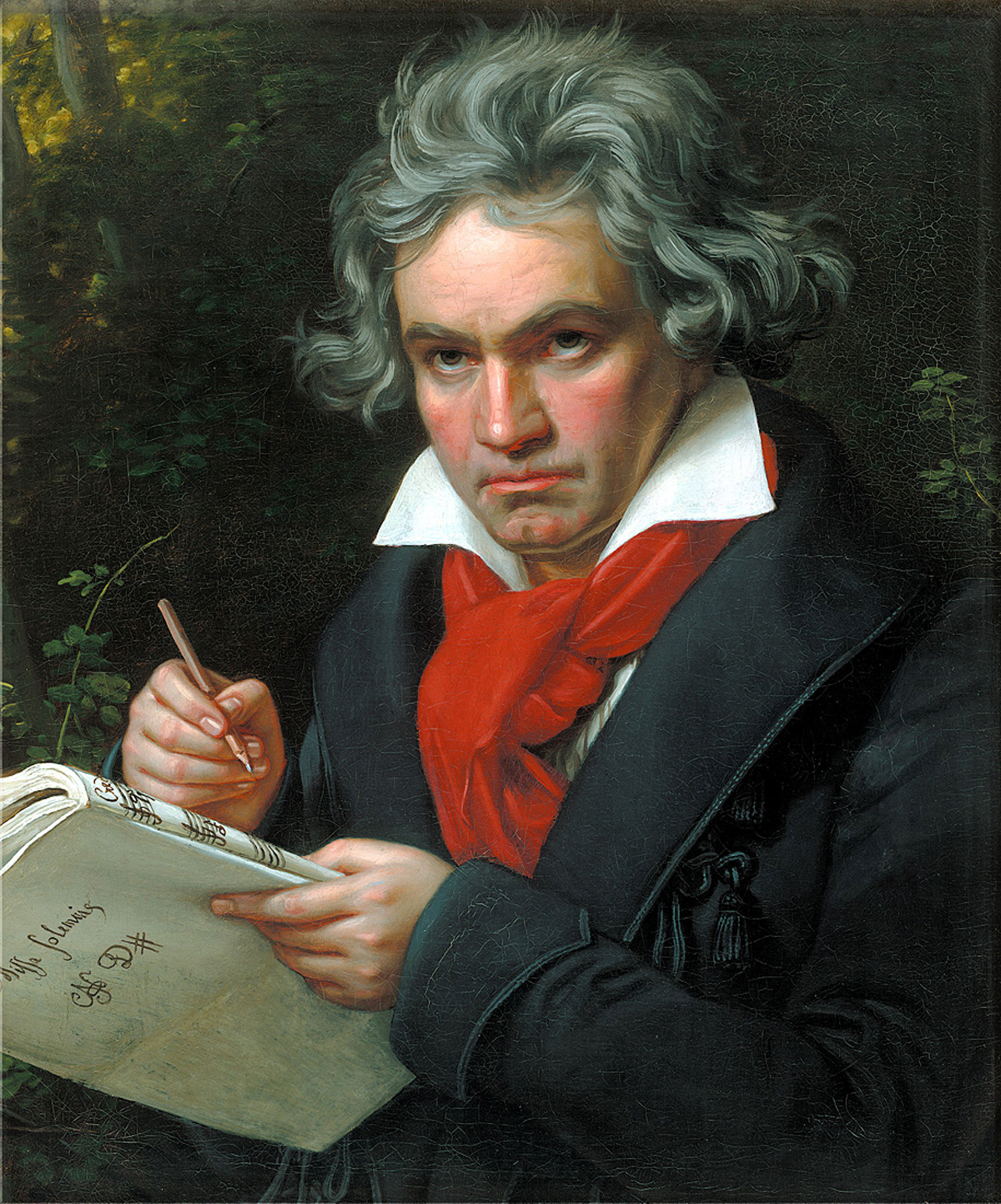
Людвиг ван Бетховен

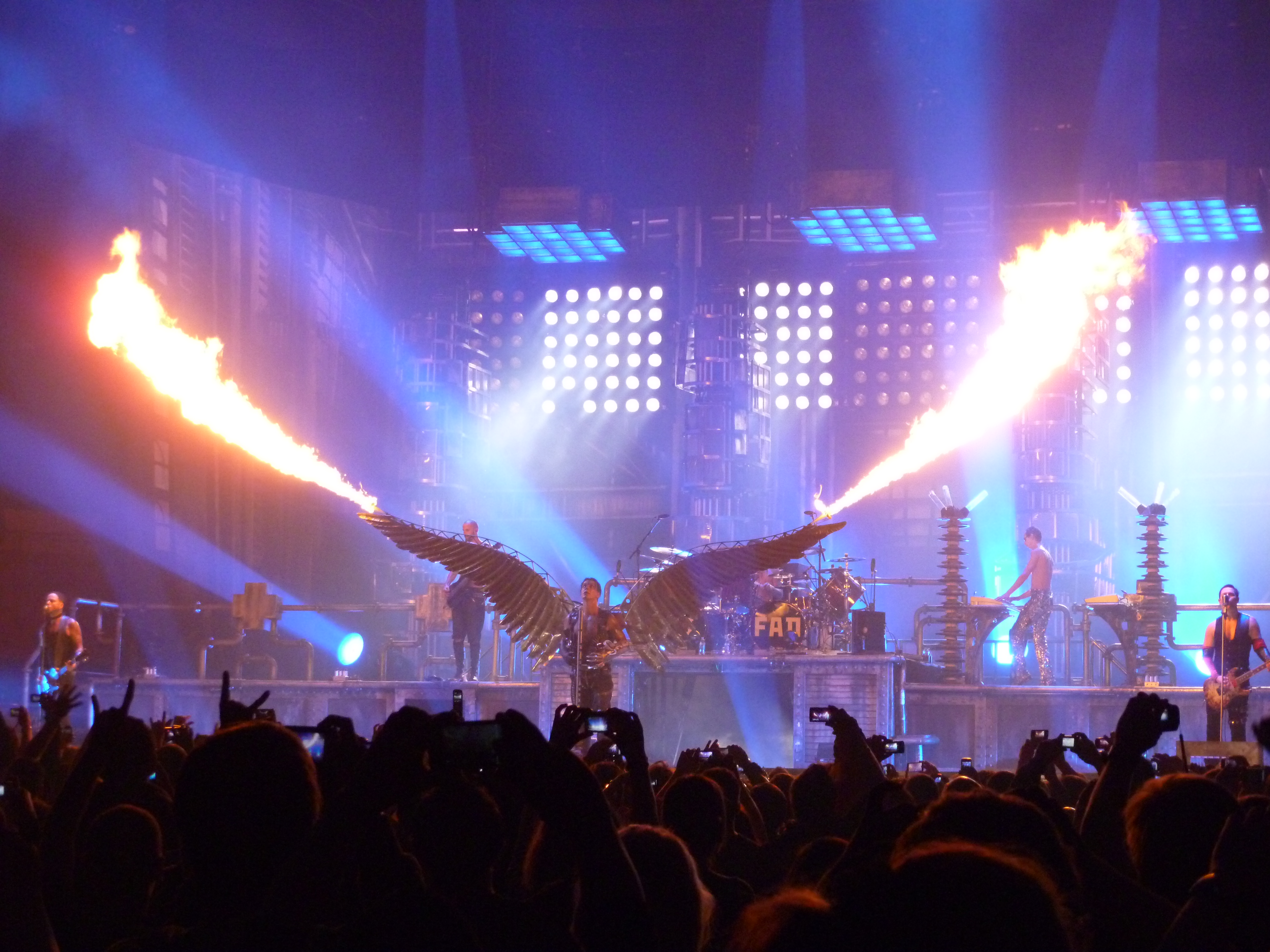
Группа направления Neue Deutsche Härte Rammstein

Немецкая классическая музыка зародилась в начале XVIII века и переживала расцвет в течение следующих двухсот лет. Такие композиторы, как Иоганн Себастьян Бах и Людвиг ван Бетховен заложили основы классической музыки, а Франц Шуберт и Роберт Шуман стали первыми композиторами романтизма. Более поздние композиторы — Рихард Вагнер, Карл Орф, Макс Регер — обращались к национальным корням и совмещали народную германскую музыку с классической. В XX веке Германия дала миру одних из самых ярких композиторов — Пауля Хиндемита, Арнольда Шёнберга, Карлхайнца Штокхаузена.
Помимо композиторов, живших на территории современной Германии, немецкие композиторы Австрии (Моцарт, Лист, Штраус) внесли значительный вклад в немецкую и мировую музыку.
Германия сделала большой вклад в различные жанры рок-музыки, имея на мировой сцене таких представителей, как Scorpions, Bonfire (хард-рок), Accept, U.D.O., Grave Digger (хэви-метал), Blind Guardian, Helloween (пауэр-метал (основоположники стиля)), Gamma Ray, Kreator, Sodom, Destruction, Tankard (трэш-метал), Rammstein, Oomph! (индастриал-метал), Unheilig, In Extremo, Tanzwut (фолк-рок), Crematory, Lord of the Lost (готик-рок), Guano Apes (альтернативный рок), ASP, Das Ich, Untoten (готика), Tokio Hotel (поп-рок), Cinema Bizarre (глем-рок), Nevada Tan.
Электронная музыка Германии представлена такими исполнителями и коллективами, как Tangerine Dream, Kraftwerk, Enigma, Клаус Шульце. 

Известные проекты и музыканты в стилях транс, поп-транс и техно: Scooter, Sash!, Пол ван Дайк, ATB, Blank & Jones, 666, Маркус Шульц, Cosmic Gate, а также Кай Тресид, Оливер Либ (Oliver Lieb), Тимо Маас (Timo Maas), Talla 2XLC. 

Подавляющее число коллективов в стиле Евродэнс (1990-е) были из Германии: Activate, Captain Jack, Culture Beat, E-rotic, Fun Factory, La Bouche, Masterboy и другие.
Сцена поп-музыки Германии известна с 70-х годов, такие её представители, как Dschinghis Khan, Boney M., Sandra, Tони Маршалл, Modern Talking, Bad Boys Blue добились успеха далеко за пределами своей страны, в том числе, и в СССР/России. На сегодняшний день музыкальный рынок Германии является третьим по значимости в мире.
Немецкой сцене присущи свои узконациональные разновидности. Так, например, выделяют такие направления в музыке Германии, как:
- краут-рок (ответвление прогрессивного рока);
- Neue Deutsche Welle (ответвление новой волны);
- Neue Deutsche Härte (немецкий индастриал).

В Германии зародился жанр пауэр-метал, впоследствии ставший международным.
см. также: Категория:Музыканты Германии

## Изобразительное искусство
Известные художники:
- Дюрер, Альбрехт

## Архитектура

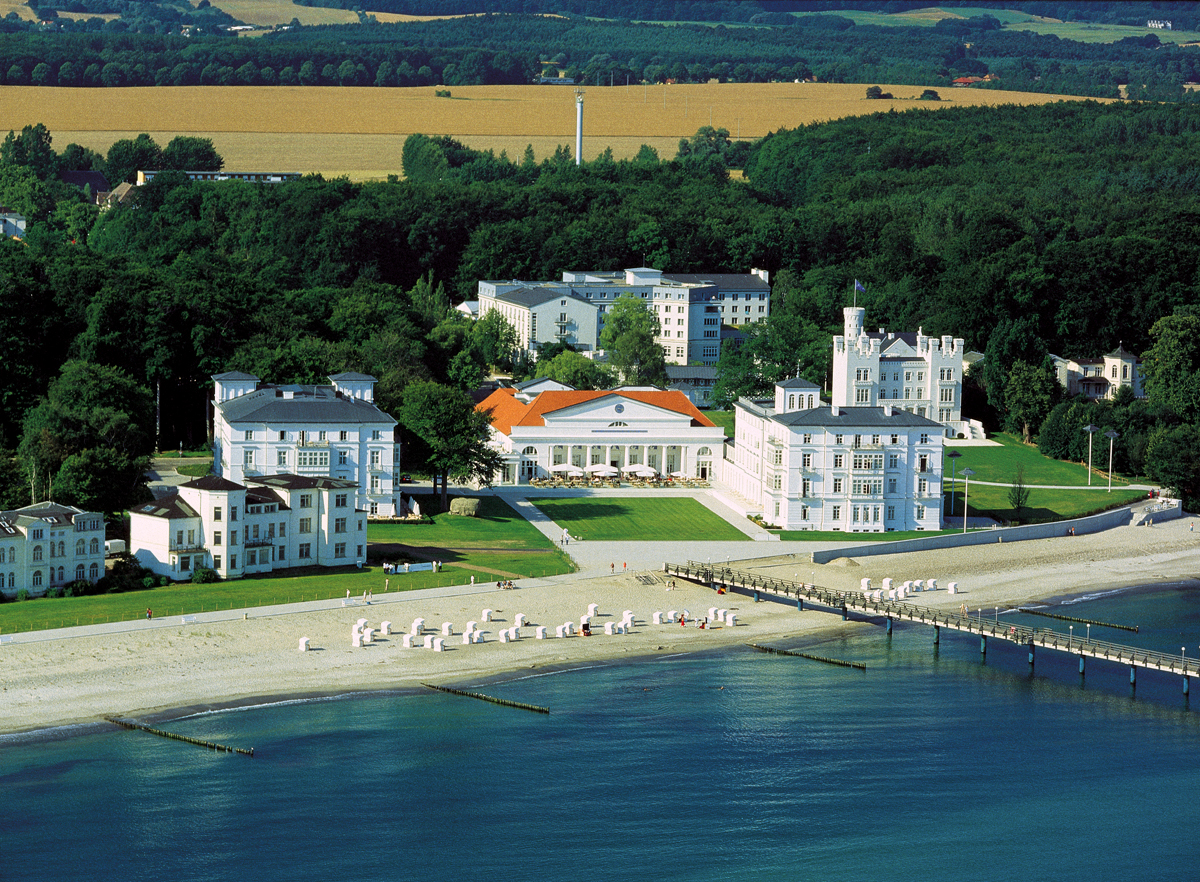
, построенный как морской курорт между 1793 и 1870 годами.

- Архитектура эпохи национал-социализма в Германии
- Исторические памятники инженерно-архитектурного искусства Германии

## Киноискусство
- Кинематограф нацистской Германии
- Новое немецкое кино

актёры:
Мориц Блайбтрой, Марлен Дитрих
режиссёры:
Лени Рифеншталь, Йозеф фон Штернберг, Вим Вендерс, Фред Бертельман, Тиль Швайгер

## СМИ
Немецкий газетный рынок характеризуется небольшим количеством общенациональных газет и хорошо развитой местной прессой.
Телерадиовещание в Германии делится на общественное и коммерческое.

## Галерея

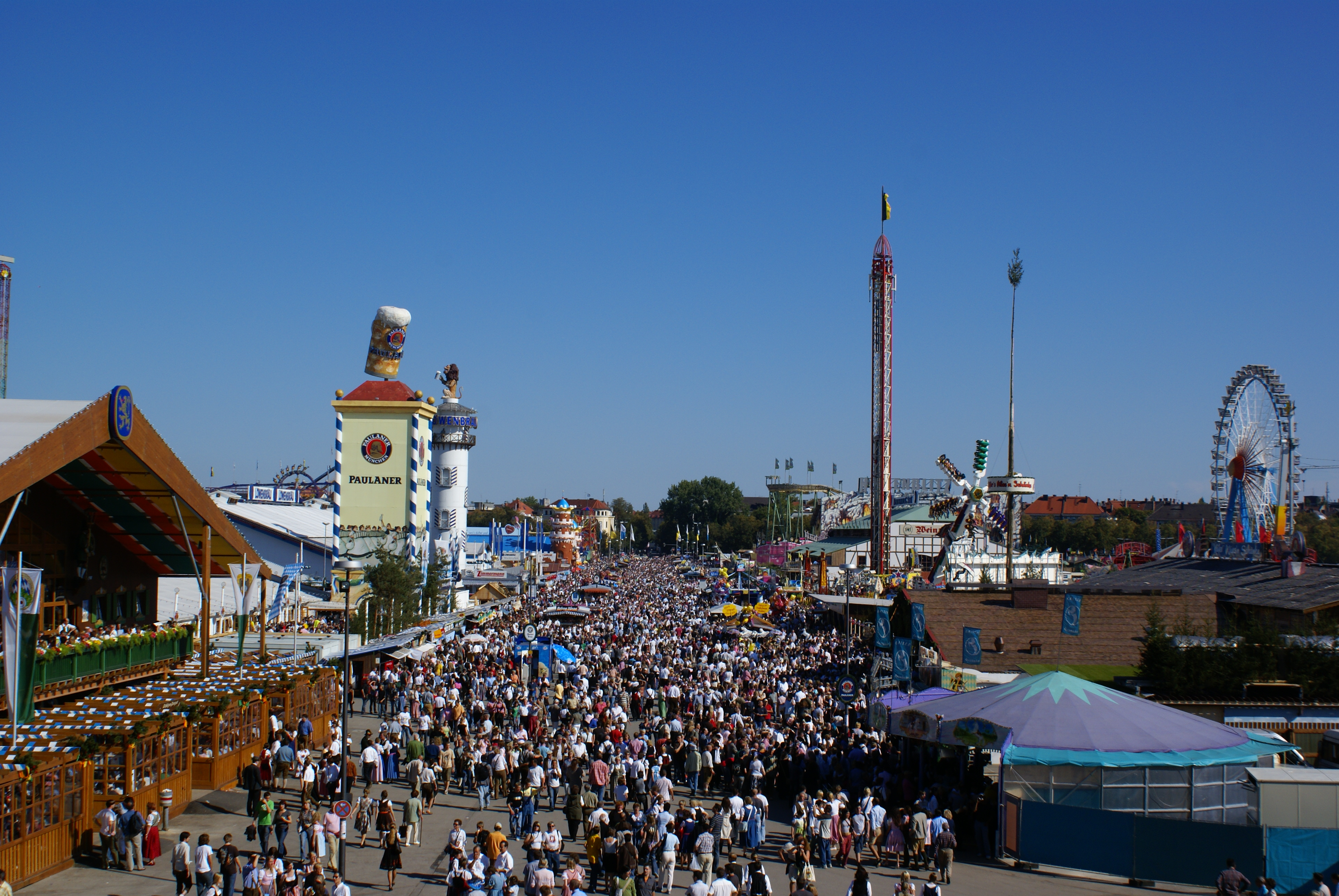
Октоберфест в Мюнхене — это крупнейшая в мире ярмарка
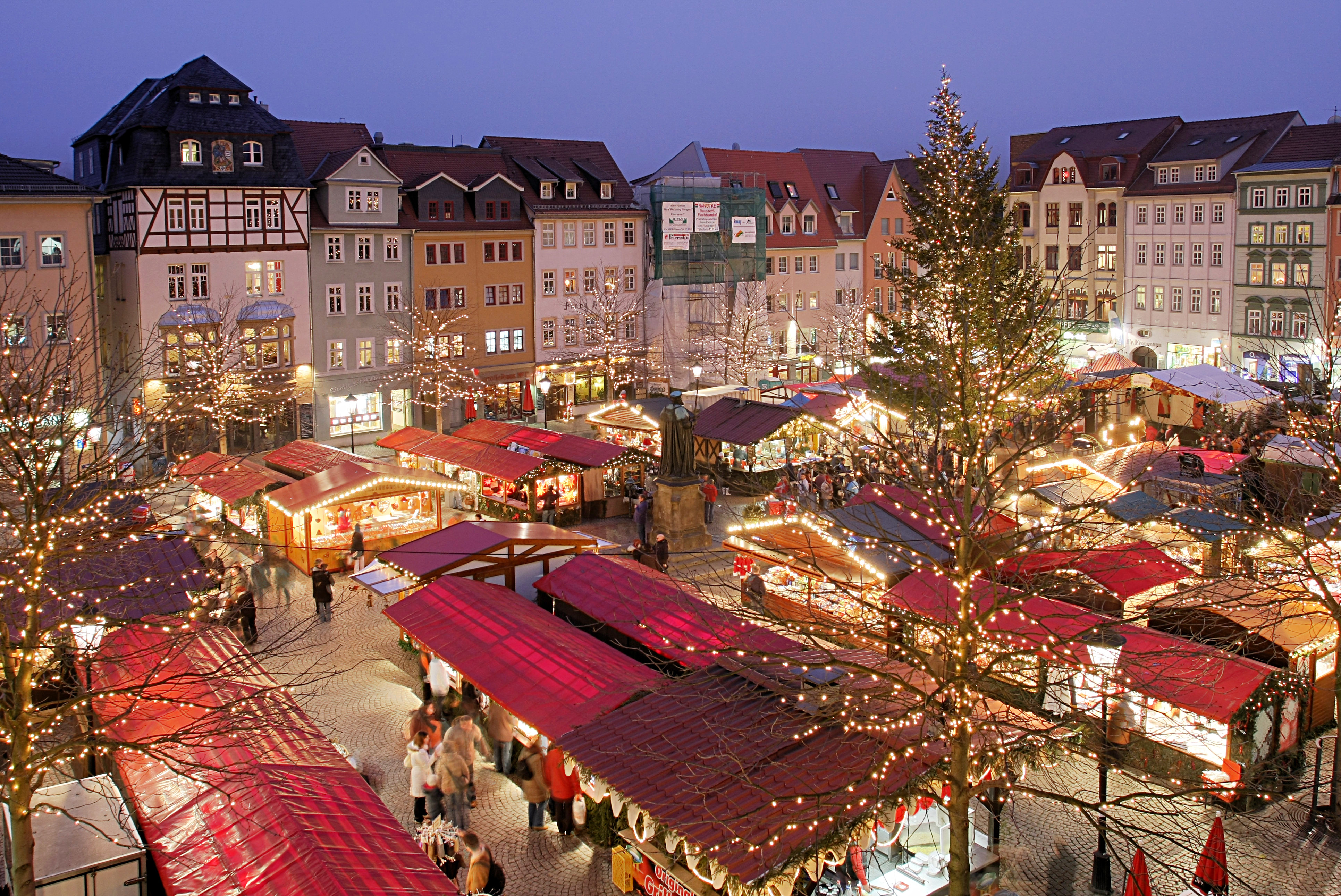
Рождественский базар в Тюрингии
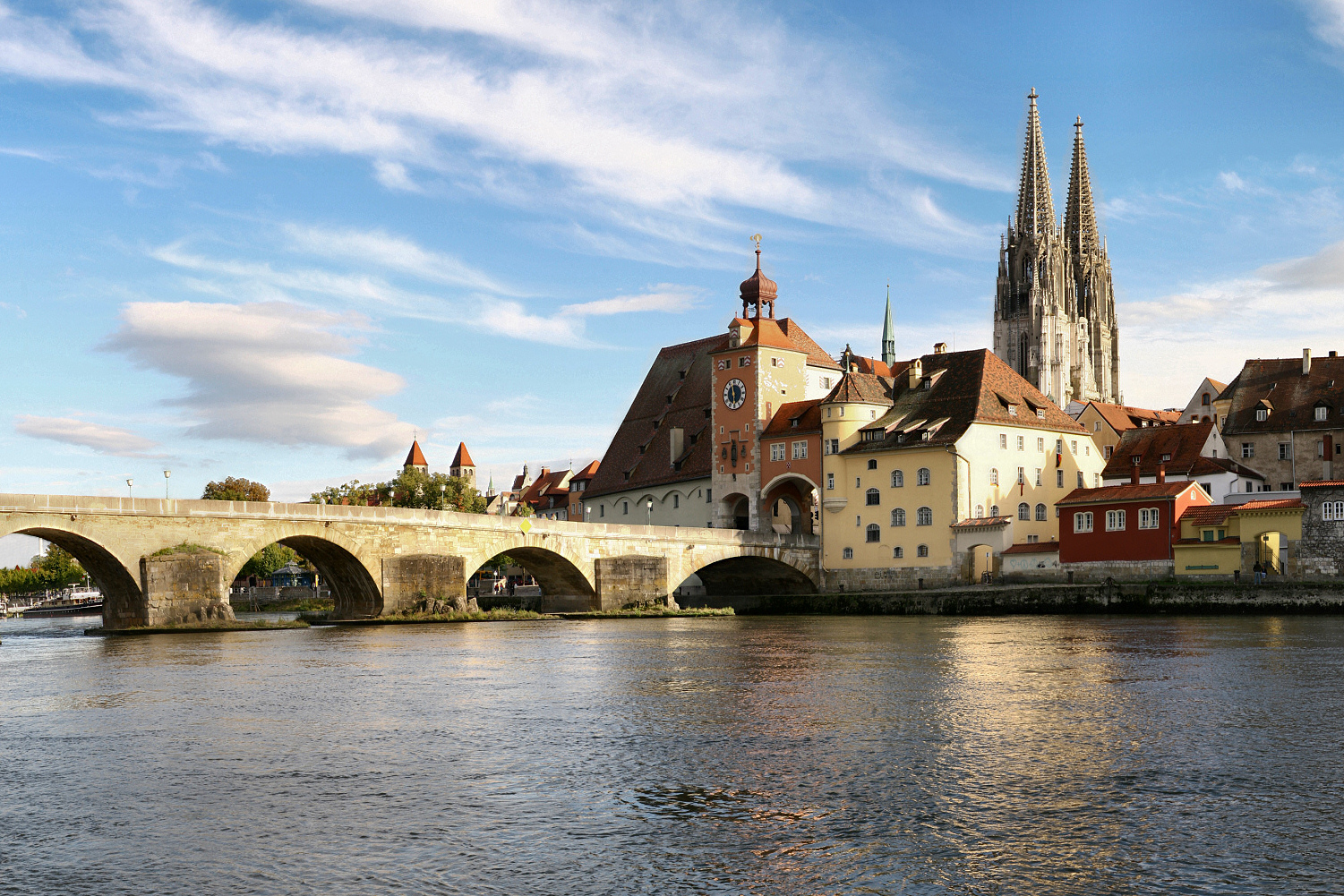
Старый город Регенсбурга (Всемирное наследие)
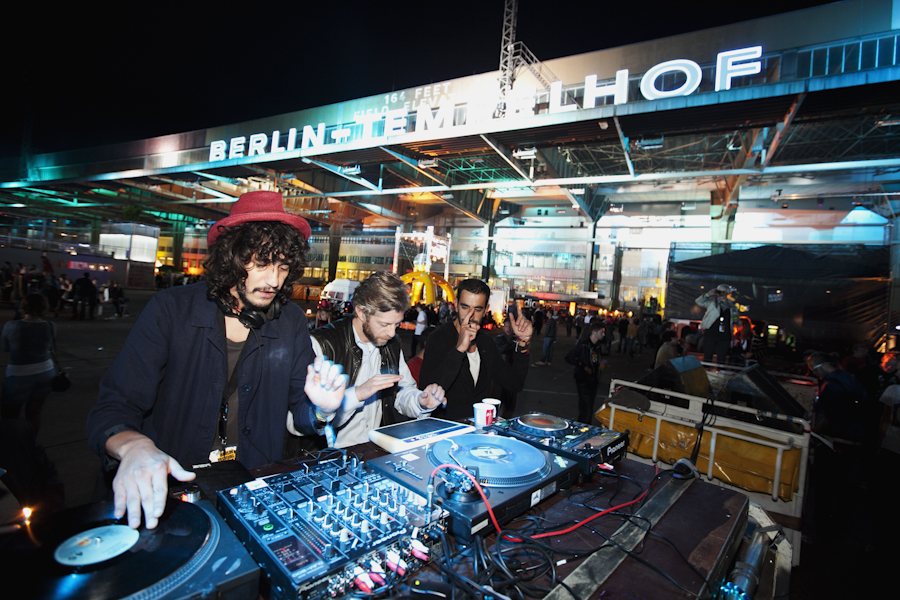
Берлинский фестиваль